# 진행파관

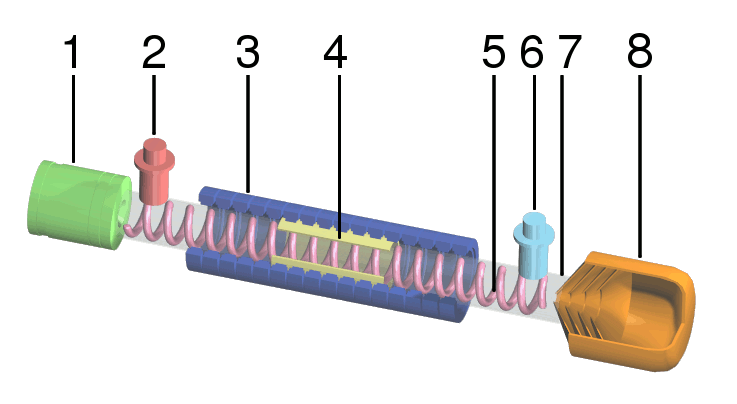

진행파관(Traveling-wave tube, TWT) 혹은 진행파관 증폭기(traveling-wave tube amplifier, TWTA)는 일렉트로닉스나 전자레인지의 무선주파수 신호 등에 전문화된 진공관이다.

## 같이 보기
- 속도변조관
- 자전관